# اکتان (فیلم)
اکتان (انگلیسی: Octane) (که با نام پالس در ایالات متحده اکران شد) یک فیلم ترسناک محصول سال ۲۰۰۳ به کارگردانی مارکوس آدامز با بازی مادلین استو، میشا بارتون، نورمن ریداس، جاناتان ریس میرز و بیجو فیلیپس است. این فیلم دربارهٔ یک مادر مطلقه و دختر نوجوانش در یک سفر جاده‌ای اواخر شب است و نبرد مادر برای یافتن دخترش پس از اینکه با فرقه عجیب و غریب از جنایتکاران جوان در یک ایستگاه کامیون گرفتار می‌شود.
این فیلم که عمدتاً در لوکزامبورگ فیلمبرداری شده‌است، دارای موسیقی متنی از دو رقص اوربیتال است. این فیلم در ۱۴ نوامبر ۲۰۰۳ در بریتانیا اکران شد و قبلاً در جشنواره فیلمی در ایالات متحده به نمایش درآمده بود. پس از انتشار، این فیلم توسط برخی از منتقدان به دلیل ترکیب عناصر فیلم‌های جاده ای آمریکایی با ترسناک سورئالیستی مورد توجه قرار گرفت.